# 11408 Zahradník
11408 Zahradník eller 1999 EG3 är en asteroid i huvudbältet som upptäcktes den 13 mars 1999 av den tjeckiske astronomen Lenka Kotková vid Ondřejov-observatoriet. Den är uppkallad efter Rudolf Zahradník.
Asteroiden har en diameter på ungefär 11 kilometer och den tillhör asteroidgruppen Themis.